# Orango
Orango est une île de la Guinée-Bissau située dans l'archipel des Bijagos.

## Situation géographique
Orango est la plus grande île de l'archipel des Bijagos. L’île d’Orango « la grande » est elle-même composée de 5 îles principales et de plusieurs îlots : Canogo, Menèque, Orangoziinho, Mbone.

## Population
La population locale est éloignée "de plus d'une journée et demi de pirogue du continent", ce qui l'oblige à vivre surtout en autarcie. 
Orango est le fief des femmes au pouvoir. C'est une société matrilinéaire. Si les villages ont leur chef, c’est aux prêtresses, descendantes de la reine Pampa Kanyimpa, que revient le pouvoir suprême. Aucune décision ne peut être prise sans leur accord et leurs jugements sont irrévocables. Ne pas les respecter reviendrait à se faire chasser de l’île. 

## Statut juridique
Orango est devenue un parc national en 1998.